# 243204 Kubanchoria
243204 Kubanchoria este un asteroid din centura principală de asteroizi.

## Descriere
243204 Kubanchoria este un asteroid din centura principală de asteroizi. A fost descoperit pe 16 octombrie 2007 la observatorul astronomic din Andrușivka. Asteroidul prezintă o orbită caracterizată de o semiaxă mare de 3,18 ua, o excentricitate de 0,08 și o înclinație de 9,3° în raport cu ecliptica.